# Aventura Mall
Aventura Mall es un gigantesco centro comercial localizado en Aventura (Florida), una ciudad al norte de Miami. 

## Historia
El Aventura Mall fue inaugurado en 1983 y en 1996 fue ensanchado doblando su capacidad con una nueva sección. En 2006 el Mall tuvo una restructuración con embellecimiento del costo de más de 20 millones de US dólares. 
Actualmente (2016) es el mayor centro comercial convencional de Florida, contando con una superficie bruta alquilable de 251.000 m². Actualmente es el tercer mayor de los Estados Unidos. 
El centro dispone de tres niveles en los que se encuentran 300 tiendas. Además, cuenta con una zona de restauración con 18 establecimientos de comida rápida aparte de otros restaurantes en la entrada del centro.
En 2014 fue planeado un futuro nuevo ensanchamiento, que lo haría el segundo Mall más grande de los Estados Unidos.

## Tiendas ancla
Actualmente cuenta con varias tiendas ancla tales como Nordstrom, Bloomingdale's, J.C. Penney, Macy's, Sears y AMC Theatres.

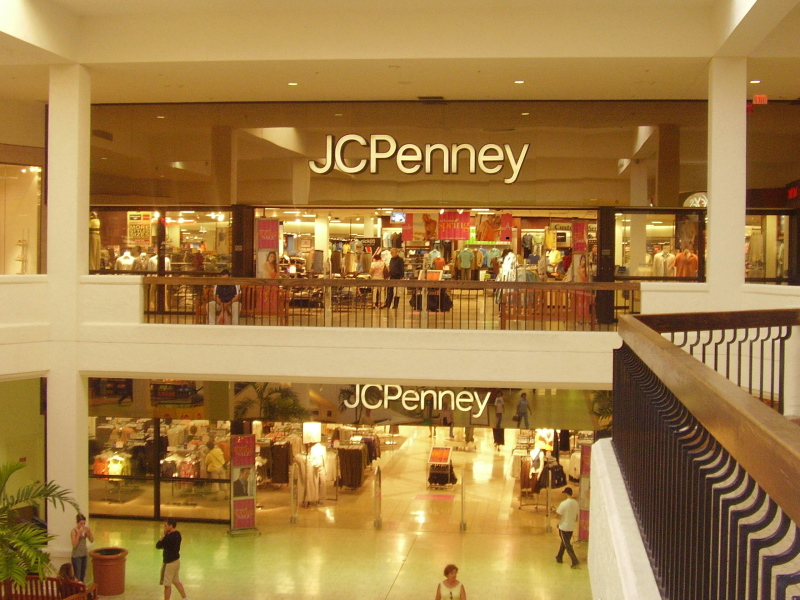
Almacén de dos niveles de JCPenney en Aventura (Florida) inaugurado en 1983.

- Bloomingdale's: tres niveles (23.560 m²)
- J.C. Penney: dos niveles (18.273 m²)
- Macy's
  - Macy's Women's Store: tres niveles (23.400 m²)
  - Macy's Men's, Home & Furniture Store: tres niveles (20.900 m²)
- Nordstrom: dos niveles (15.500 m²)
- Sears: dos niveles (17.820 m²)

Actualmente el Aventura Mall cuenta con casi 300 negocios de vario tipo, en sus dos niveles principales. 
Su estacionamiento tiene capacidad para 9800 puestos de carros, que serán aumentados a 11000 en 2018. La mitad son techados en tres niveles de parqueo.

## Localización
Se encuentra junto a la autopista U.S. 1 a su paso por Aventura (conocido como Biscayne Boulevard) y a 3 km de la Interestatal 95 (salida 16 - Ives Dairy Road).